# Федотов, Степан Семёнович
Степан Семёнович Федотов — советский хозяйственный, государственный и политический деятель, Герой Социалистического Труда.

## Биография
Родился в 1912 году в селе Подлесная Тавла. Член КПСС.
С 1930 года — на хозяйственной, общественной и политической работе. В 1930—1976 гг. — тракторист в местной сельскохозяйственной коммуне на Алтае, механизатор, председатель колхоза имени Калинина Усть-Абаканского района Хакасской автономной области, участник советско-финской войны, участник Великой Отечественной войны, командир стрелковой роты 156-го гвардейского стрелкового полка 51-й гвардейской стрелковой дивизии 6-й армии, завхоз в сухоложском курорт-санатории «Курья» Свердловской области, заведующий районным отделом сельского хозяйства, председатель колхоза имени Ленина, завхоз рабкоопа Усть-Абаканского района Хакасской автономной области.
Указом Президиума Верховного Совета СССР от 10 апреля 1948 года присвоено звание Героя Социалистического Труда с вручением ордена Ленина и золотой медали «Серп и Молот».
Умер в 1976 году.